# Австралийска змиеврата костенурка
Австралийската змиеврата костенурка, наричана също обикновена змиеврата костенурка (Chelodina longicollis), е вид влечуго от семейство Змиеврати костенурки (Chelidae).

## Разпространение
Разпространени са в разнородни водоеми в югоизточна Австралия.

## Описание
Достигат на дължина до 28 сантиметра, като мъжките са малко по-дребни.

## Хранене
Хранят се с дребни животни – насекоми, червеи, жаби, дребни риби, ракообразни и мекотели.